# Alfred Elmiger
Pour les articles homonymes, voir Alfred et Elmiger.
Alfred Elmiger est un homme politique français, pharmacien de profession, né le 29 mars 1886 à Lyon et mort le 3 décembre 1958 dans cette même ville.

## Biographie
Fils d'ouvriers, ayant huit frères et sœurs, Alfred Elmiger doit travailler après ses études primaires, dès l'âge de quatorze ans. Il poursuit toutefois ses études seuls, et obtient son baccalauréat en candidat libre. Il fait ensuite des études de pharmacie, et s'installe comme pharmacien dans son quartier natal, la Croix Rousse.
Élu député de la cinquième circonscription de Lyon sous l’étiquette de « républicain indépendant » aux législatives de 1936, il s’impose au second tour dans une triangulaire l’opposant à un radical-socialiste et à un socialiste grâce au désistement du candidat de la Fédération républicaine qui le devançait pourtant au premier tour. Alfred Elmiger n’est issu d’aucun parti ni d’aucun comité politique, mais fut soutenu localement par les sections de la Jeune République et du Parti démocrate populaire de la Croix Rousse.
À l’Assemblée, il rejoint le groupe de la Gauche indépendante. Proche des manifestations pacifistes lyonnaises à l’initiative du Parti républicain, radical et radical-socialiste en 1937, il écrit avant la conférence de Munich de 1938 au président du Conseil, Edouard Daladier, pour lui demander d’appuyer fermement la Tchécoslovaquie contre l’Allemagne.
Il fit partie des 80 parlementaires ayant voté contre les pleins pouvoirs à Philippe Pétain le 10 juillet 1940, confirmant le comportement singulier des parlementaires du Rhône (huit contre, deux abstentions, six pour et trois absents) notamment par l’influence de Laurent Bonnevay. À son retour à Lyon, Elmiger rejoint le 11 juillet, dans le bureau du Conseil Général du Rhône de Bonnevay, les autres « résistants » afin de fixer dans un Manifeste les raisons de leur attitude commune contre les pleins pouvoirs, c’est-à-dire contre « un pouvoir personnel […] de caractère autocratique, aligné sur les pays totalitaires ».

## Sources
- « Alfred Elmiger », dans le Dictionnaire des parlementaires français (1889-1940), sous la direction de Jean Jolly, PUF, 1960 [détail de l’édition]
- Pierre Miquel, Les quatre-vingts, éditions Fayard, 1995,  (ISBN 2-213-59416-3)
- Jean Odin, Les Quatre-vingts, FeniXX réédition numérique, 1996, 232 p. (ISBN 978-2-40207-154-3)